# Kreis Mirdita
Der Kreis Mirdita (albanisch: Rrethi i Mirditës) war einer der 36 Verwaltungskreise Albaniens, die im Sommer 2015 nach einer Verwaltungsreform aufgehoben worden sind. Das Gebiet des Kreises mit einer Fläche von 867 Quadratkilometern im Qark Lezha bildet heute die Gemeinde Mirdita. Er umfasste das Kerngebiet der Region Mirdita.
Der Kreis hatte im Jahr 2011 22.103 Einwohner. Die Lokalbehörden gaben hingegen 38.878 Einwohner (2007) an. Hauptort war das Städtchen Rrëshen.
| Name     | Einwohner | Gemeindeart |
| -------- | --------- | ----------- |
| Rrëshen  | 8.803     | Bashkia     |
| Rubik    | 4.454     | Bashkia     |
| Fan      | 2.977     | Komuna      |
| Kaçinara | 1.016     | Komuna      |
| Kthjella | 2.209     | Komuna      |
| Orosh    | 1.899     | Komuna      |
| Selita   | 745       | Komuna      |